# Johann Konrad von Gemmingen (1593–1627)
Johann Konrad von Gemmingen (* 1593; † 30. April 1627) war Reichsritter und ein Abkömmling der Linie Steinegg der Freiherren von Gemmingen. Das Epitaph für ihn und seine Gattin Margaretha Anna von Stein zählt zu den bedeutenden Grabdenkmalen der Kirche St. Maria Magdalena in Tiefenbronn.

## Leben
Er war ein Sohn des Wolf Dietrich von Gemmingen (1550–1601) und der Ursula von Neuneck (1560–1626). Er wohnte in Tiefenbronn.
In der Kirche St. Maria Magdalena in Tiefenbronn ist das dreiteilige Epitaph für ihn und seine Gattin erhalten. Der Gemmingen-Familienchronist C.W.F.L. Stocker kannte 1895 noch Inschriften mit den Sterbedaten für beide Eheleute. Die Inschrift für Johann Konrad lautet: Anno dm. 1627 den 30 aprilis starb der wohledel gestreng und vest Johann Conrat von Gemming zu Dieffenbronn seines alters 34 Jahr. Got gebe im die ewige Ruhe. Die Inschrift für seine Gattin lautete: Anno dm. 1636 den 16. Oct. starb die hochwohlgeborne Fraw Fraw Anna Margaretha v. Gemmingen gebohrne Freyin von Stein auf Jettingen u. Eberstahl deren abgeleibte Seele Gott gnädig sein wolle. Amen. In der jüngeren Literatur gilt das Sterbedatum der Gattin als unbekannt. Für das Grabmal sollte Augustin Wagner, Bildhauer aus Horb, im Jahr 1684 Wappenschilde aus Alabaster liefern. Die Lieferung blieb jedoch aus.

## Familie
Er war verheiratet mit Margaretha Anna von Stein († 1636). Das Paar hatte sechs Kinder, wobei nur die Namen von drei der Kinder überliefert sind und wohl kein Sohn das Erwachsenenalter erreicht hat.
Nachkommen:
- Hans Dietrich (* 1620), starb jung
- Maria Eleonora (1618–1680) ⚭ Adam von Ow
- Ernst (*/† 1621)